# 日本とモーリタニアの関係
日本とモーリタニアの関係（アラビア語: العلاقات اليابانية الموريتانية、英語: Japan–Mauritania relations） では、日本とモーリタニアの関係について概説する。

## 両国の比較
|             | モーリタニア             | 日本                           | 両国の差                      |
| ----------- | ------------------------ | ------------------------------ | ----------------------------- |
| 人口        | 452万5696人（2019年）    | 1億2626万人（2019年）          | 日本はモーリタニアの約27.9倍  |
| 国土面積    | 103万 km²                | 37万7972 km²                   | モーリタニアは日本の約2.7倍   |
| 首都        | ヌアクショット           | 東京都                         |                               |
| 最大都市    | ヌアクショット           | 東京都区部                     |                               |
| 政体        | 共和制 大統領制          | （民主制）議院内閣制           |                               |
| 公用語      | アラビア語               | 日本語（事実上）               |                               |
| 国教        | イスラム教スンナ派       | なし                           |                               |
| GDP（名目） | 76億65万米ドル（2019年） | 5兆819億6954万米ドル（2019年） | 日本はモーリタニアの約668.6倍 |

## 歴史

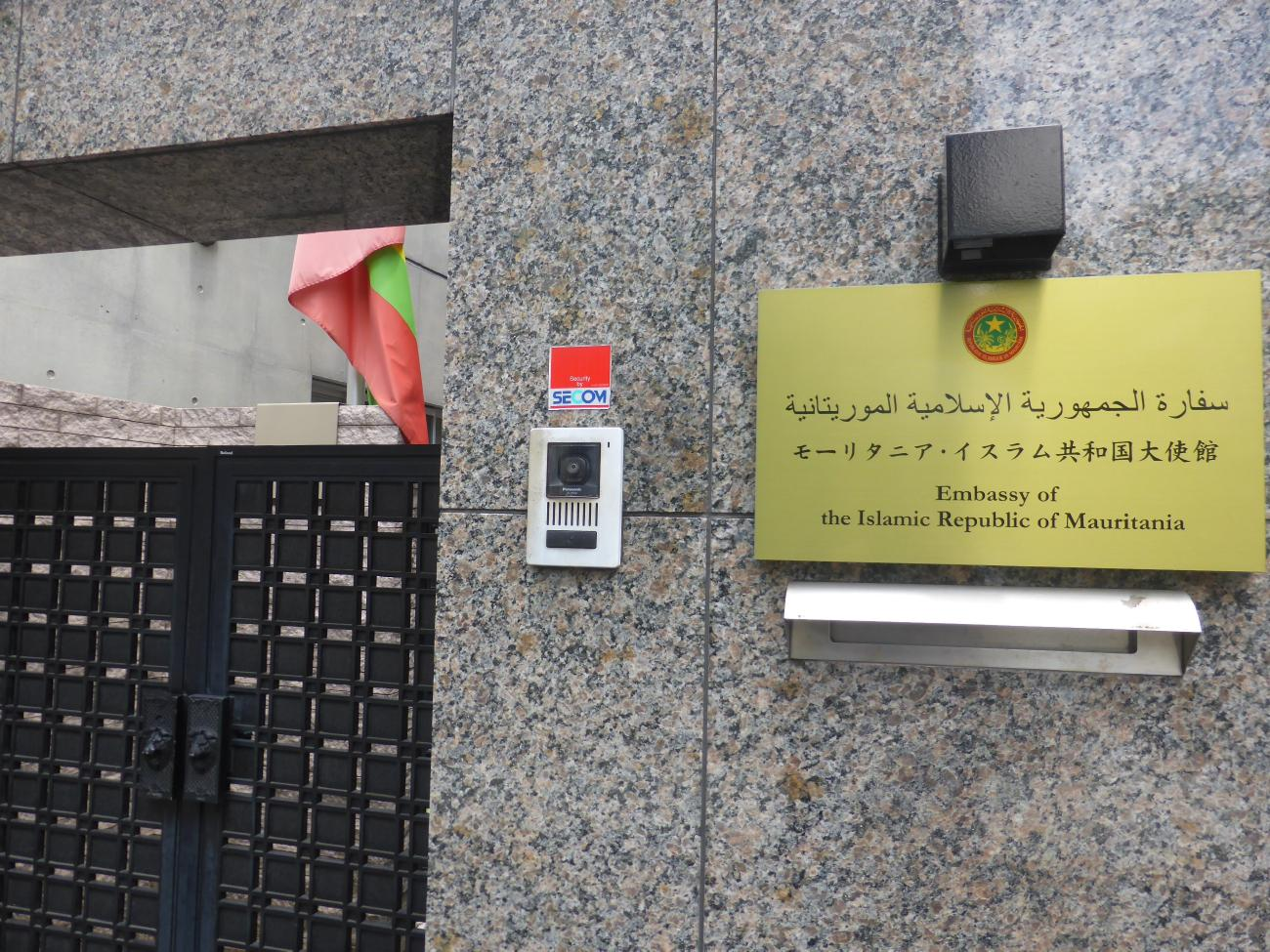
駐日モーリタニア大使館の表札

1960年にモーリタニアがフランスから独立したことを受け、同年11月29日、日本は同国を国家承認して国交開始。モーリタニアは1989年7月、東京に駐日モーリタニア大使館開設。日本は、2009年7月の大統領選挙の実施を踏まえ、ある程度の民主化がなされたとして同年8月に政府承認を行い、同年12月1日に在モーリタニア日本国大使館を開館した。

## 外交関係

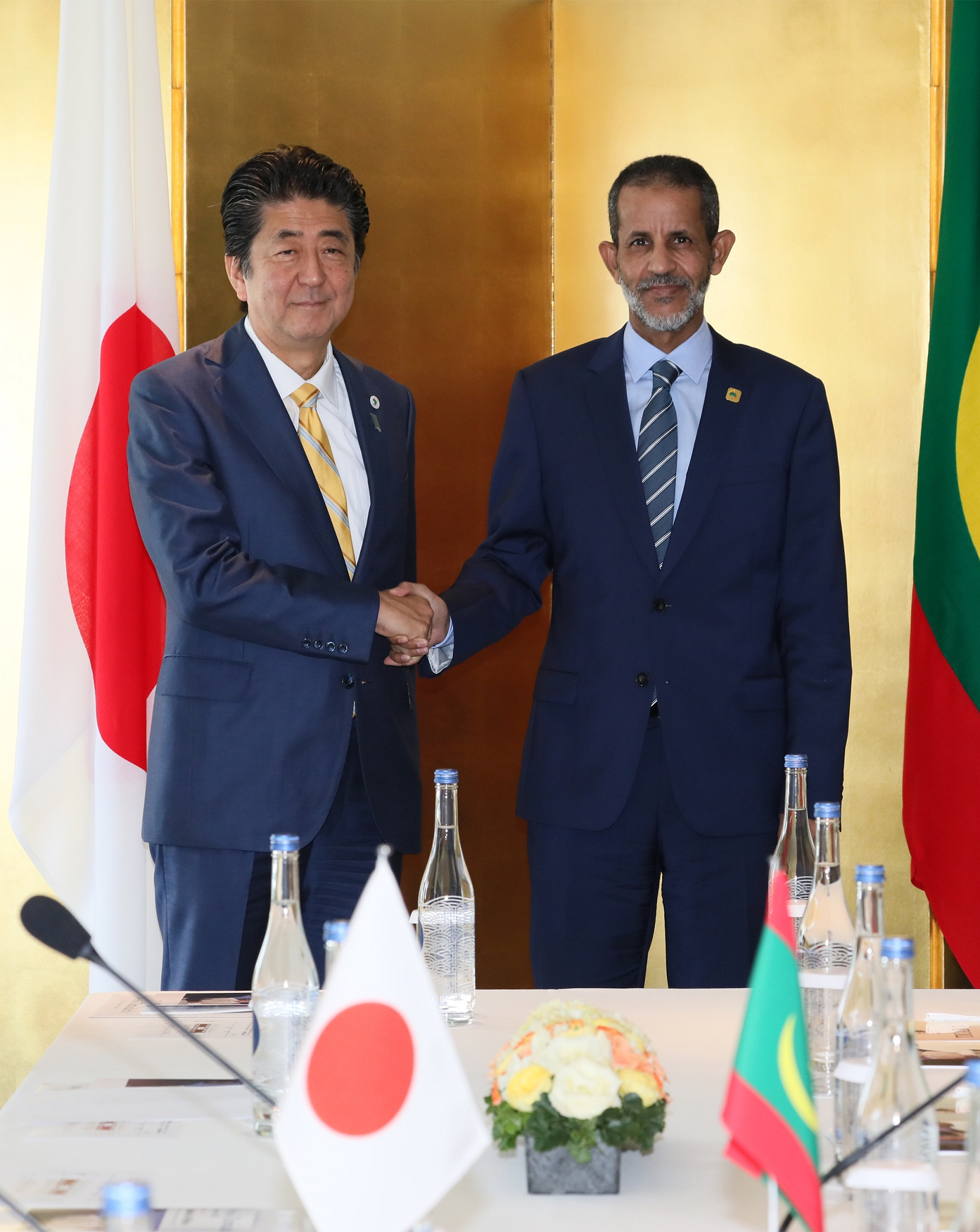
日・モーリタニア首脳会談（2019年）

要人往来としてはモーリタニアの大統領として初めてシディ・モハメド・ウルド・シェイク・アブダライが2008年5月に来日し、アフリカ開発会議に出席するとともに総理大臣であった福田康夫と首脳会談を実施。2019年8月には、モーリタニア首相として初めてシェイク・シディヤが来日し、彼もまたアフリカ開発会議に参加するとともに安倍晋三と首脳会談を実施して、安保理改革や北朝鮮情勢についての意見交換がなされた。また、日本はモーリタニアと水産・漁業の面で繋がりが強く、モーリタニアは訪れた閣僚の多くは漁業大臣もしくは海洋経済大臣である。
一方で、日本からの要人往来は少ない。2019年2月には外務副大臣の佐藤正久がモーリタニアを訪れたが、これは初の副大臣級のモーリタニア訪問であった。それ以前には、大統領就任式のために2007年に外務大臣政務官の浜田昌良が、2014年の大統領就任式では衆議院議員の北村誠吾が特派大使としてモーリタニアを訪問している。

## 経済交流
貿易関係は、2019年のモーリタニアの対日輸出は252億円を超えている。一方、対日輸入は25億円に留まり、モーリタニアは大幅な黒字を記録している。この理由は、モーリタニアは日本の食文化に欠かせないタコ等の水産物を日本に供給しているからであり、日本が輸入するタコのうち約4割がモーリタニア産と、中国・モロッコと並ぶ一大供給国となっている。一方日本はモーリタニアにタイヤや自動車、漁船用モーター等を輸出して水産物の輸送を支えている。
なお、モーリタニアにおけるタコ漁の普及については中村正明という人物が大きく貢献している。中村は1978年、26歳の時に国際協力事業団（現JICA）からモーリタニアにただ一人派遣され7年間漁業指導を行ったが、元々産業としての漁業は発展していない国であったため人材・物資・技術に乏しく指導は困難であった。しかしある時、モーリタニア沖に良好なタコの漁場がある事が分かりタコ漁を軸に進めていく事になった。タコはモーリタニアでは消費されないため、漁獲量がそのまま輸出へと直結し大きな利益を齎した。すると公務員の数倍以上の収入を目当てに漁師になる人が増え、漁で使うタコツボの生産工場も作られるようになったのである。
2018年までの日本の累計援助実績は700億円を超えており、旧宗主国であるフランスと並ぶ主要なモーリタニア援助国である。前記した理由から、日本のモーリタニア支援は水産系のものが多い。漁港の拡張、水産物衛生検査所の建設などである。また、小中学校の建設や飲料水供給施設の整備、平和構築・治安維持及び司法強化といったソフト面での支援、食糧援助なども複数回実施されている。

## 文化交流
文化交流としては、日本モーリタニア友好協会が2011年に日本で設立されており、モーリタニアの知名度向上や交流深化を促している。また日本の昆虫学者である前野ウルド浩太郎はモーリタニアに滞在してサバクトビバッタの研究を行うなど、学術面で繋がりが存在する。

## 外交使節

### 駐日モーリタニア大使
| 代 | 氏名                                       | 在任期間        | 備考                                            |
| -- | ------------------------------------------ | --------------- | ----------------------------------------------- |
| 1  | ディアガナ・ユースフ                       | 1986年 - 1988年 | 特命全権大使 信任状捧呈は4月24日 初代本邦駐在   |
| 2  | タキ・ウルド・シディ                       | 1988年 - 1989年 | 特命全権大使 信任状捧呈は6月7日 旭日重光章受章  |
| 3  | モハメッド・サレム・ウルド・レカル         | 1990年 - 1993年 | 特命全権大使 信任状捧呈は4月18日                |
| 4  | シェク・ウルド・バハ                       | 1994年 - 1996年 | 特命全権大使 信任状捧呈は6月23日                |
| 5  | バ・アリユー・イブラ                       | 1996年 - 2003年 | 特命全権大使 信任状捧呈は5月22日 旭日重光章受章 |
| -  | シディ・ウルド・テイエブ                   | 2003年 - 2004年 | 臨時代理大使                                    |
| 6  | モハメド・マハムード・ウルド・ジャーファル | 2004年 - 2010年 | 特命全権大使 信任状捧呈は6月25                  |
| -  | ジャール・ウルド・イナラ                   | 2010年          | 臨時代理大使                                    |
| 7  | ヤヒヤ・ンガム                             | 2010年 - 2018年 | 特命全権大使 信任状捧呈は8月30日 旭日重光章受章 |
| -  | モハメド・メナンヌ                         | 2018年          | 臨時代理大使                                    |
| 8  | エル・ハセン・エレイエット                 | 2018年 - 2021年 | 特命全権大使 信任状捧呈は5月15日                |
| -  | フジュール・シェイク・ティジャニ           | 2021年          | 臨時代理大使                                    |
| 9  | バー・サンバ・ママドゥ                     | 2021年 - 2023年 | 特命全権大使 信任状捧呈は9月30日                |
| -  | フジュール・シェイク・ティジャニ           | 2023年 - 2024年 | 臨時代理大使                                    |
| 10 | シディヤ・エル・ハージュ                   | 2024年 -        | 特命全権大使 信任状捧呈は1月17日                |